# ベルリン・ドイツ・オペラ

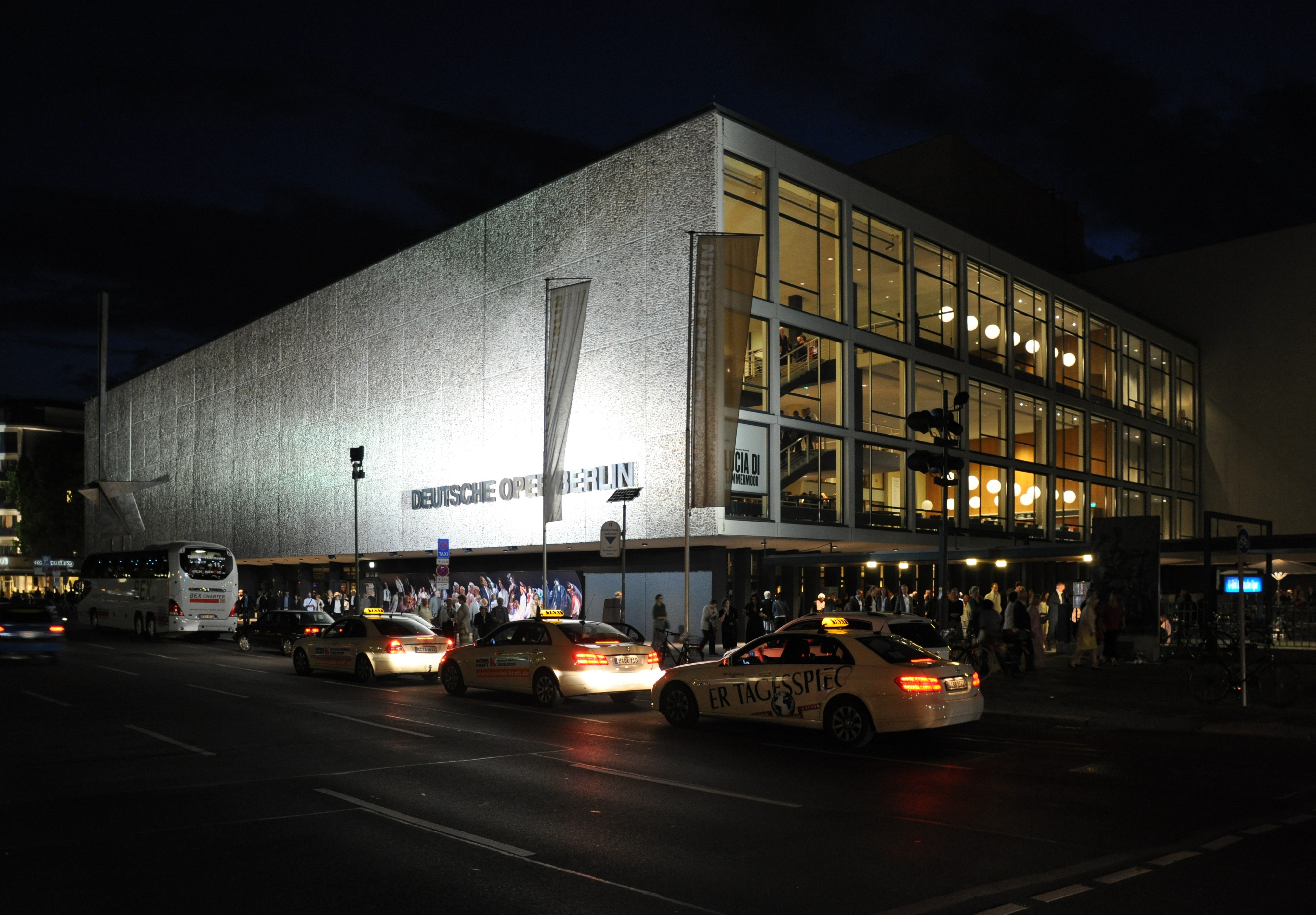
ベルリン・ドイツ・オペラ夜景

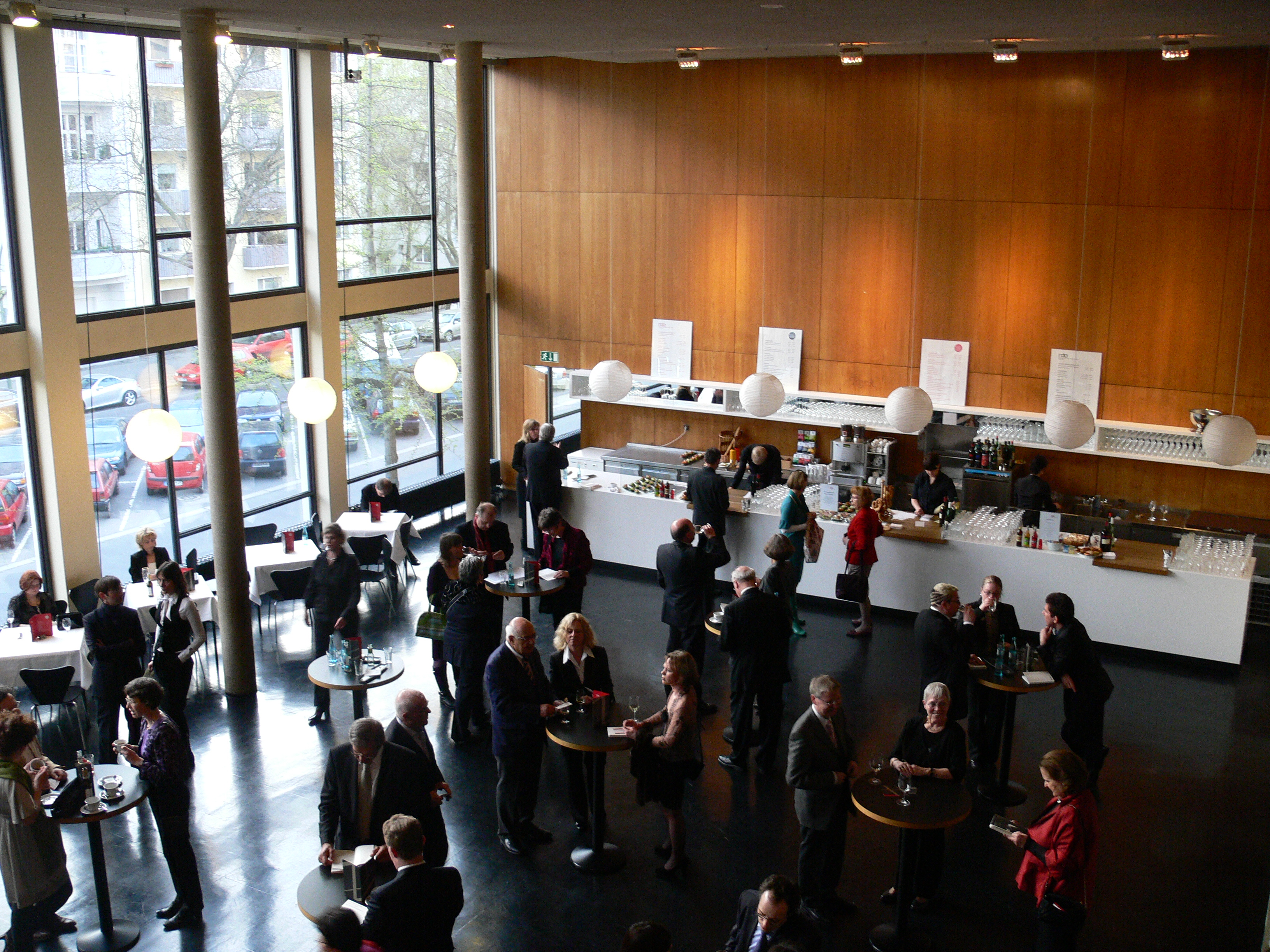
ホワイエ

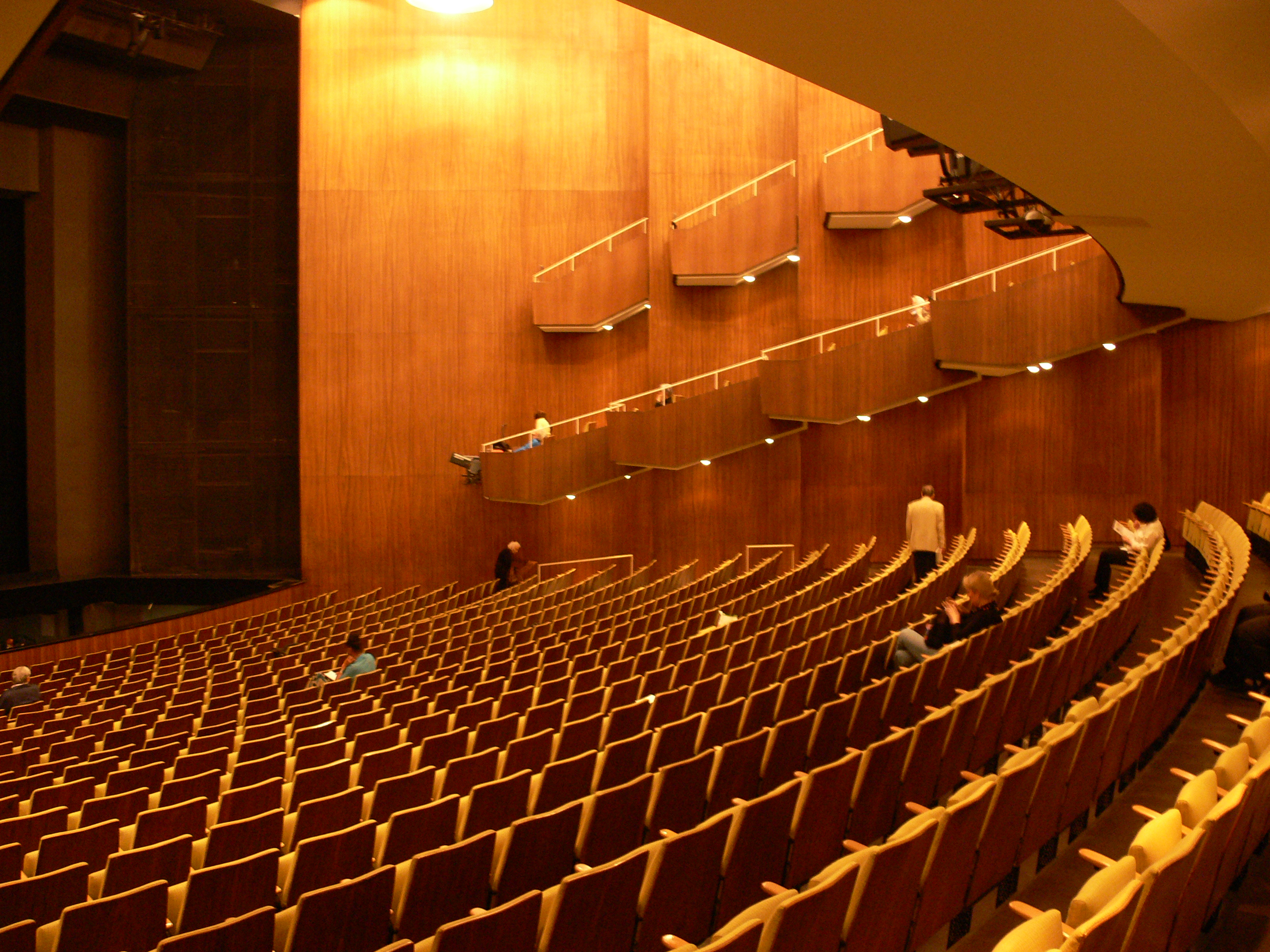
ホール

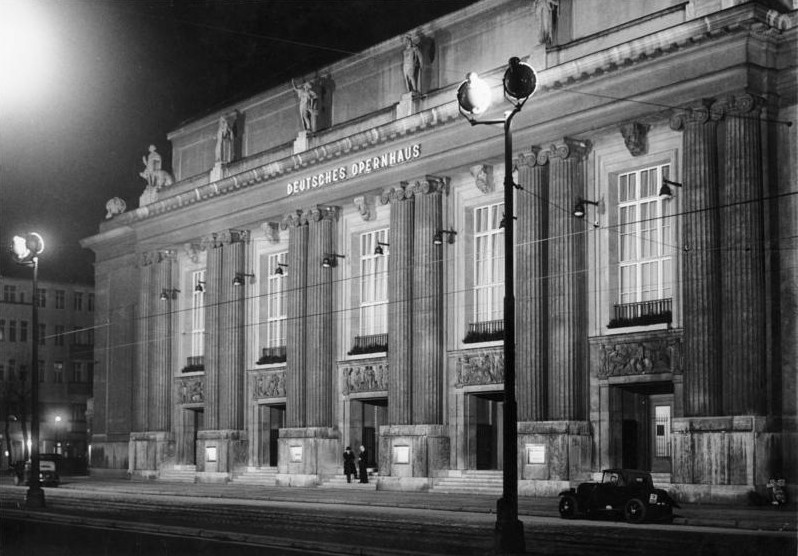
ドイツ・オペラ(1936年)

ベルリン・ドイツ・オペラ（ドイツ語: Deutsche Oper Berlin）は、ベルリンにある歌劇場のひとつ。場所はビスマルク通り沿いのベルリン地下鉄（Uバーン）ドイツ・オペラ駅（独: U-Bahnhof Deutsche Oper）下車すぐ。

## 沿革
1919年に「ドイツ・オペラハウス」としてベルリンに設立された。名称は以後変遷し、1925年に「市立歌劇場」、ナチス政権時代の1934年に再び「ドイツ・オペラハウス」に改称され、1945年に「ベルリン市立歌劇場」となる。
ドイツ東西分裂時代は東ドイツ側にベルリン国立歌劇場とコーミッシェ・オーパーが属したため、ベルリンの壁建設による分断後は西ベルリンでの唯一の歌劇場であった。
第二次大戦時に建物は損壊し、戦後は別の建物（テアター・デス・ヴェステンス）で公演を行っていたが、1961年9月に新築再建され（東ドイツによるベルリンの壁建設の直前）、ベルリン・ドイツ・オペラとして再開した。再開公演はモーツァルトの『ドン・ジョヴァンニ』。現在の劇場ホールはドイツで2番目に規模が大きいものであると同時に、ヨーロッパ有数の現代的な音響と快適性を有するホールであるとされる。

## 組織と活動の歴史
歴代の音楽総監督としてブルーノ・ワルター、フリッツ・ブッシュ、フェレンツ・フリッチャイ、ロリン・マゼール、ゲルト・アルブレヒト、ヘスス・ロペス＝コボス、ラファエル・フリューベック・デ・ブルゴスらがいる。近年ではクリスティアン・ティーレマン、レナート・パルンボ、2009年からはドナルド・ラニクルズが芸術監督に就任している。
初来日は1963年10月にカール・ベームとマゼールを指揮者としての公演（日生劇場のこけら落とし公演として招聘）。これは日本への欧米歌劇場引っ越し公演として初めてのものであった。ベーム指揮の『フィガロの結婚』『フィデリオ』のライブ録音が残っている。
ワーグナー作品の上演で定評があるほか、2012年からはマイアベーア・ツィクルスを行っている。

## 録音
ベルリン・ドイツ・オペラの代表的なレコーディングとしては、オイゲン・ヨッフム指揮でオルフ『カルミナ・ブラーナ』や、ワーグナー『ニュルンベルクのマイスタージンガー』、カール・ベーム指揮でのモーツァルト『フィガロの結婚』（日本公演のライブ盤とその数年後のスタジオ録音盤がある）、ジュゼッペ・シノーポリ指揮でのヴェルディ『ナブッコ』などがある。

## 日本との関係
1963年初来日時のロリン・マゼール指揮、ヴィーラント・ワーグナー演出の『トリスタンとイゾルデ』は同作の日本初演である。
1987年10月から11月に日本では初のワーグナー『ニーベルングの指環』全曲連続上演を行ったのが、西ドイツ時代のベルリン・ドイツ・オペラである。

## 歴代音楽監督
- イグナーツ・ワーグハルター (1912年 - 1923年）
- ブルーノ・ワルター（1925年 - 1929年）
- アルトゥール・ローター（1935年 - 1943年、1953年 - 1958年）
- カール・ダマー（1937年 - 1943年）
- フェレンツ・フリッチャイ（1949年 - 1952年）
- リヒャルト・クラウス（1954年 - 1961年）
- ハインリヒ・ホルライザー（首席指揮者、1961年 - 1964年）
- ロリン・マゼール（1965年 - 1971年）
- ゲルト・アルブレヒト（専任指揮者、1972年 - 74年）
- ヘスス・ロペス・コボス（1981年 - 1990年）
- ジュゼッペ・シノーポリ（1990年）
- ラファエル・フリューベック・デ・ブルゴス（1992年 - 1997年）
- クリスティアン・ティーレマン（1997年 - 2004年）
- レナート・パルンボ（2006年 - 2008年）
- ドナルド・ラニクルズ（2009年 - ）